# Nguyễn Thanh Sơn (Ninh Bình)
Nguyễn Thanh Sơn (sinh năm 1967) là một tướng lĩnh Công an nhân dân Việt Nam, hàm Thiếu tướng. Ông hiện giữ chức vụ Phó Chủ nhiệm Ủy ban Kiểm tra Đảng ủy Công an Trung ương. Ông nguyên là Phó Giám đốc Công an tỉnh Ninh Bình.

## Xuất thân và Giáo dục
Nguyễn Thanh Sơn sinh năm 1967, tại Ninh Bình. Ông có trình độ Cao cấp lí luận chính trị

## Sự nghiệp
Nguyễn Thanh Sơn là đảng viên Đảng Cộng sản Việt Nam.
Ông từng giữ chức vụ Phó Giám đốc Công an tỉnh Ninh Bình.
Ngày 27 tháng 5 năm 2020, ông được bổ nhiệm giữ chức vụ Phó Chủ nhiệm Ủy ban Kiểm tra Đảng ủy Công an Trung ương.
Trước tháng 6 năm 2021, ông được Chủ tịch nước Cộng hòa xã hội chủ nghĩa Việt Nam phong quân hàm Thiếu tướng Công an nhân dân Việt Nam.

## Lịch sử thụ phong quân hàm
| Năm thụ phong | –      | 2021        |
| ------------- | ------ | ----------- |
| Quân hàm      |        |             |
| Cấp bậc       | Đại tá | Thiếu tướng |